# Küche der Deutschen Demokratischen Republik
Die Küche der Deutschen Demokratischen Republik, auch DDR-Küche, ist die Küchenkultur, die sich in der Deutschen Demokratischen Republik herausbildete und in Ostdeutschland teilweise noch heute verbreitet ist.

## Einflüsse

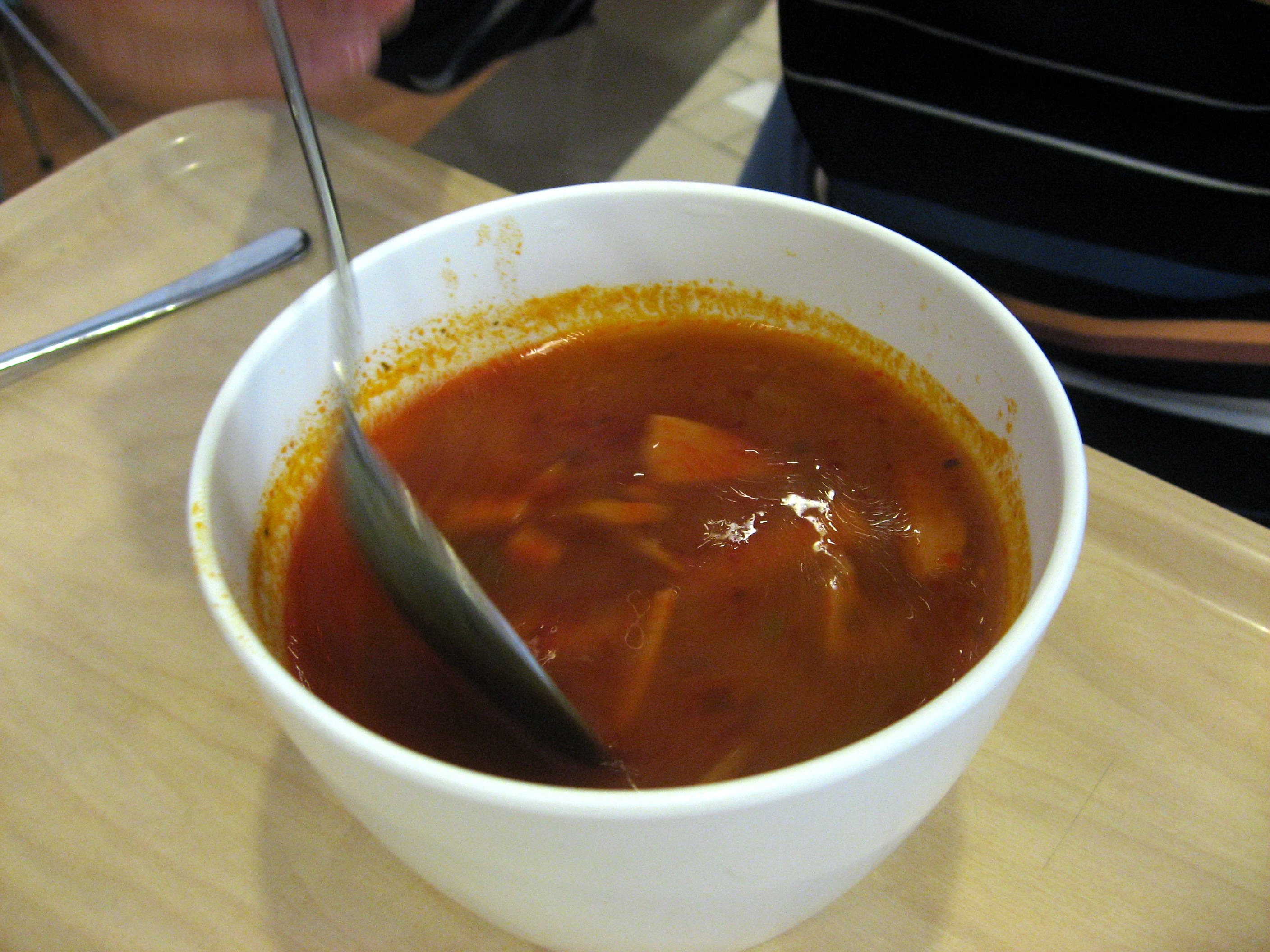
Soljanka

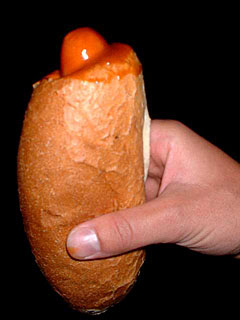
Ketwurst

Nach dem Zweiten Weltkrieg wurde im Osten des von Deutschland verbliebenen Gebiets die Sowjetische Besatzungszone errichtet. In ihr wurden Teile von Preußen mit Mecklenburg, Sachsen, Anhalt, Thüringen und de facto auch Ost-Berlin zusammengeschlossen. In dieser Gesamtregion ergaben sich in den Folgejahren einige Besonderheiten gegenüber der sonstigen deutschen Küche.
Grundsätzliches Problem der Küche der Deutschen Demokratischen Republik und Grund für ihre eigenständige Ausprägung war stets die Verfügbarkeit der Zutaten. Lebensmittelmarken gab es zwar seit 1958 nicht mehr, was jedoch keineswegs bedeutete, dass Lebensmittel aller Art unbegrenzt zur Verfügung gestanden hätten. Edelfleisch wie etwa Lende wurde noch bis Mitte der 1960er Jahre rationiert, eine mengenmäßige Rationierung bzw. Bevorzugung bei der Versorgung mit selten vorhandenen Lebensmitteln (z. B. der bevorzugte Verkauf von Pampelmusen an Diabetiker) ist bis zum Ende der DDR nachweisbar und wurde uneinheitlich gehandhabt.
Im Grunde wurde die Küche der 1920er und 1930er Jahre fortgeschrieben und angepasst. Jeder Haushalt und jedes Restaurant war zu permanentem Improvisieren gezwungen, woraus einerseits noch heute eigenständige Gerichte entstanden, andererseits es nie eine einheitliche Küche der DDR geben konnte. Es erstaunt vor diesem Hintergrund eher, dass viele historisch-regionale Besonderheiten trotzdem überlebt haben. Heimatvertriebene z. B. aus den ehemaligen preußischen Provinzen Pommern, Schlesien und Ostpreußen sowie den Gebieten in der Tschechoslowakei brachten Traditionen der dortigen regionalen Küchen mit. Auch abgewandelte Gerichte aus der Sowjetunion, wie die Soljanka, fanden Verbreitung.
Als eines der ersten Kochbücher, noch in der Sowjetischen Besatzungszone, erschien 1948 Schmalhans kocht trotzdem gut von Martha Zwerg. Von ihr folgte als erstes DDR-Kochbuch 1950 Schmalhans ade! – Ein Kochbuch für bessere Tage. Aus diesem ging über weitere Zwischenstufen Wir kochen gut (1962) und später Wir backen gut hervor, Bücher, die mehrere Generationen prägten und auch heute noch erscheinen.
Grundkennzeichen aller DDR-Kochbücher ist, dass es in ihnen keine Angaben für etwa zu wählende Schaltstufen an Küchenherden gab, sondern sich auf Angaben wie „schwache Mittelhitze“ beschränkt wurde. Grund war die höchst unterschiedliche Ausstattung der Haushalte mit Holz-, Kohle-, Gas- und später elektrischen Herden.
Mit Manfred Ottos Buch Gastronomische Entdeckungen in der DDR erschien 1984 ein Restaurantführer mit knapp 100 gehobenen DDR-Lokalen. Einflüsse aus dem westlichen Ausland spielten in der DDR eine geringere Rolle als im Westen. Ausnahmen waren beispielsweise das japanische Lokal von Rolf Anschütz in Suhl, das italienische Fioretto Doris Burneleits in Berlin-Spindlersfeld oder Gaststätten in Interhotels, die jedoch – wie die regional-typischen Lokale mit der Küche „befreundeter Länder“ in den Bezirkshauptstädten – tendenziell Vorzeigecharakter hatten, auf die Küchenkultur der DDR jedoch keinen nennenswerten Einfluss ausübten.

## Vokabular für Nahrungsmittel und Gerichte
Die Sprachregelung der wöchentlich mehrmals an alle Redaktionen versandten „Mitteilungen des Presseamts des Ministerrats der DDR“ gab konkrete Weisungen für die Aufmachung und Einteilung der Zeitungsseiten, für herauszustellende bzw. zu unterdrückende Themen, sie enthielt Listen für sprachliche Bezeichnungen, die zu gebrauchen oder zu vermeiden waren. Es gab sogar „Empfehlungen“ für die Auswahl von Kochrezepten. So kam es zu Dubletten von Bezeichnungen, die aus ideologischen Motiven entstanden waren, weil die DDR-Führung bestrebt war, sprachliche Erinnerungen an die feudalen Zeiten zu beseitigen. Beispielsweise wurde aus Bismarck-Hering der Deli(katess)-Hering, vom Kuchen Bismarck-Eiche blieb nur noch Eiche, aus Fürst-Pückler-Eis wurde Halbgefrorenes (wenn es eine Torte war) bzw. bei der Pückler-Schnitte wurde zumindest der Adelstitel Fürst eliminiert. Tilsiter Käse war wegen der Umbenennung der Stadt Tilsit zum Unwort geworden, Königsberger Klopse wurden in Kochklopse umbenannt. Hingegen durften Schweizer und Limburger Käse ihre Herkunftsbezeichnungen behalten.
Westliche Bezeichnungen sollten möglichst nicht verwendet werden. Mit Produkten wie Ketwurst, Grilletta oder Krusta gab es ab Ende der 1970er Jahre auch eigene gastronomische Entwicklungen, die sich an westliche Vorbilder anlehnten, jedoch den direkten Bezug vermeiden mussten: Die Ketwurst entsprach dem Hotdog, die Grilletta im Grunde dem Hamburger, die Krusta der Pizza. Die Wortwahl entsprach einerseits ideologischen Vorgaben der DDR-Führung, andererseits aber wiederum der Verfügbarkeit, die eine direkte Übernahme der Begriffe ohnehin nicht ermöglicht hätte.
Eine besondere eigenständige Wortschöpfung ist der Goldbroiler (für das im Westen gebräuchliche Brathähnchen), der nach einem unerwartet positiv verlaufenen Testverkauf in einer Broiler-Bar eine massive Ausbreitung erfuhr und ab Ende der 1970er Jahre eine erhebliche Entlastung der noch immer problematischen Eigenversorgung mit Fleisch bedeutete (die edlen Teile der Schweineproduktion, wie Schweinefilet, wurden für Devisen an die Bundesrepublik verkauft und standen in der DDR nur ausnahmsweise zur Verfügung). Dass der Broiler derart erfolgreich werden würde, war nicht abzusehen gewesen, es war eine Verlegenheitslösung, deren Erfolg aber selbst die Verantwortlichen überraschte.

## Lebensmittel

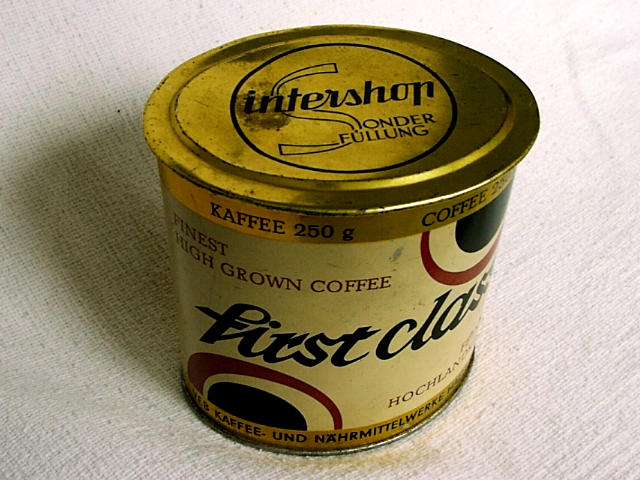
Kaffeedose first class Feinster Hochlandkaffee mit Intershop-Sonderfüllung vom VEB Kaffee- und Nährmittelwerke Halle/Saale

Die drei größten Grundprobleme der DDR waren stets: die angestrebte Autarkie, die permanente Abhängigkeit von der Sowjetunion (die von dieser eher aufrechterhalten, denn abgebaut wurde) und der Devisenmangel, der zum Verkauf begehrter Erzeugnisse in das so bezeichnete nichtsozialistische Wirtschaftsgebiet zwang. Diese Konflikte konnten bis zum Ende der DDR nicht gelöst werden.
Eine Grundversorgung konnte die DDR stets sichern, die Preise von Grundnahrungsmitteln wie Brot oder Milch waren subventioniert und waren deshalb auf einem (im Vergleich zu marktwirtschaftlichen Verhältnissen) niedrigen Niveau fixiert (Beispiele dafür finden sich in den Auflistungen von EVP-Preisen). Im europäischen Maßstab war die Versorgung mit Kohlenhydraten, Ballaststoffen und Fett ausreichend und führte ab Anfang der 1970er Jahre verstärkt zu Überversorgung mit begleitendem typischen Übergewicht in nennenswerten Teilen der Bevölkerung. Der DDR gelang auch 1958 die Abschaffung der Lebensmittelmarken.
Das alles kann jedoch nicht darüber hinwegtäuschen, dass entgegen der offiziellen Lesart Mangelwirtschaft herrschte und demzufolge die Beschaffung von Lebensmitteln außerhalb der Grundnahrungsmittel für die häusliche Versorgung vor allem durch Tauschgeschäfte und Beziehungen oder durch die Bewirtschaftung von kleingärtnerisch genutzten Landflächen erfolgte. Die Beschaffung von nicht in der DDR anbaubarem Obst und Gemüse, wie Südfrüchten, war jedoch nur mit erheblichen Schwierigkeiten möglich. Problematisch waren auch die unzureichende Infrastruktur und Logistik, verbunden mit einem Mangel an Kühllastwagen und Eisenbahn-Kühlwagen.
Typische Fleischsorten waren Schwein und Geflügel, in geringerem Umfang Rind, während etwa Kalb und Lamm kaum erhältlich waren: Kalbfleisch wurde gegen Devisen in die Bundesrepublik exportiert, Lammfleisch stand in Mitteleuropa ohnehin erst ab Mitte der 1980er Jahre gelegentlich auf Speisekarten. Wie überall in der deutschen Küche waren als Beilage überwiegend Kartoffelgerichte und Reis verbreitet. Als typische Teigwaren galten mit Ei hergestellte Weichweizennudeln, da Hartweizen gegen Devisen importiert werden musste und demzufolge für die Nudelproduktion kaum erhältlich war.
Erst ab Ende der 1970er standen verschiedene Lebensmittel (darunter auch Südfrüchte) als hochpreisige Artikel, vorrangig Konserven, in den Delikatläden zur Verfügung. Anderes Obst wie z. B. Aprikosen oder Pfirsiche wurden in einigen RGW-Staaten (z. B. Ungarn, Rumänien, Bulgarien, südliche UdSSR) angebaut und waren (wenn auch selten) im Handel erhältlich oder wurden privat von Urlaubsreisen in diese Länder mitgebracht und im Bekanntenkreis verteilt oder verkauft.
Das Angebot an Fisch war auf wenige Zuchtfische wie Forelle, Karpfen und Zander und den Fang der DDR-Hochseefischerei (Fischkombinat Rostock) beschränkt – die Küstenfischerei in der Ostsee spielte mengenmäßig eine untergeordnete Rolle. Ansätze zu einer Erweiterung der Versorgung in der Kooperation mit Mosambik nach 1977 scheiterten.
Kaffee entwickelte sich bis in die 1970er Jahre zu einem der wichtigsten Posten im Budget der DDR-Privathaushalte insgesamt, wobei Geschenke westdeutscher Verwandter etwa 20 Prozent des Bedarfs deckten. Er wurde ein innerdeutsches Symbol von zentraler Bedeutung auch jenseits der traditionellen Kaffeekultur der Kaffeesachsen im Süden der DDR.

## Verbreitung
Viele Gerichte der DDR-Küche fanden ihre Verbreitung durch die Kochgewohnheiten in Kantinen, Kindergärten, Schulen und Mensen sowie bei Großveranstaltungen (siehe auch Wareneinsatznorm). Daneben gab es eine eigene Verlagskultur, wie Kochsendungen im Fernsehen. Die verbreitetsten waren Der Fernsehkoch empfiehlt mit Kurt Drummer und Der Tip des Fischkochs mit Rudolf Kroboth und seinem Sohn Rainer Kroboth. Beispielgebend waren auch zum Nachkochen geeignete Angebote in gastronomischen Einrichtungen, wie die Verbreitung von Soljanka in unterschiedlichen Zubereitungen.

## Typische Gerichte

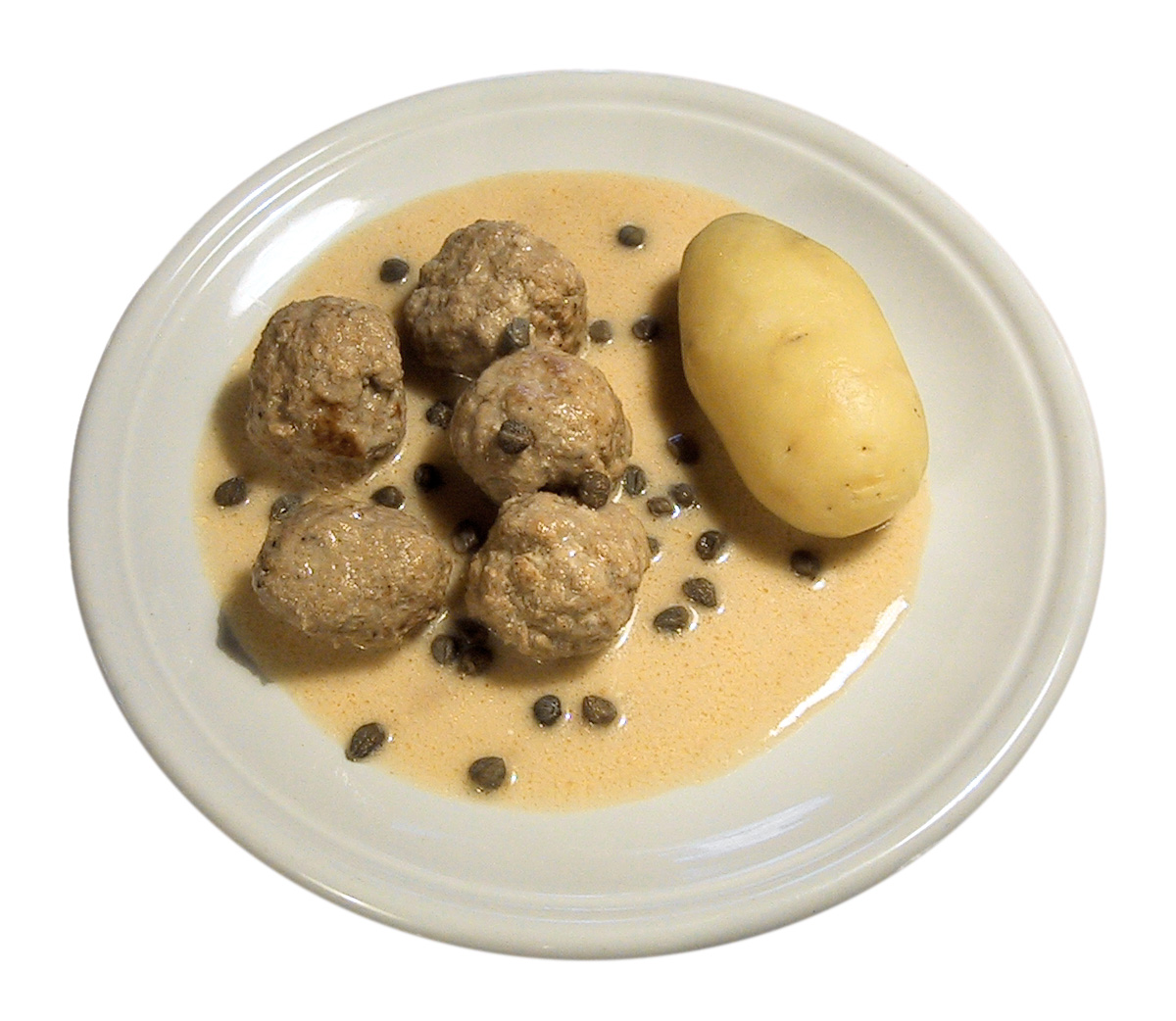
Königsberger Klopse

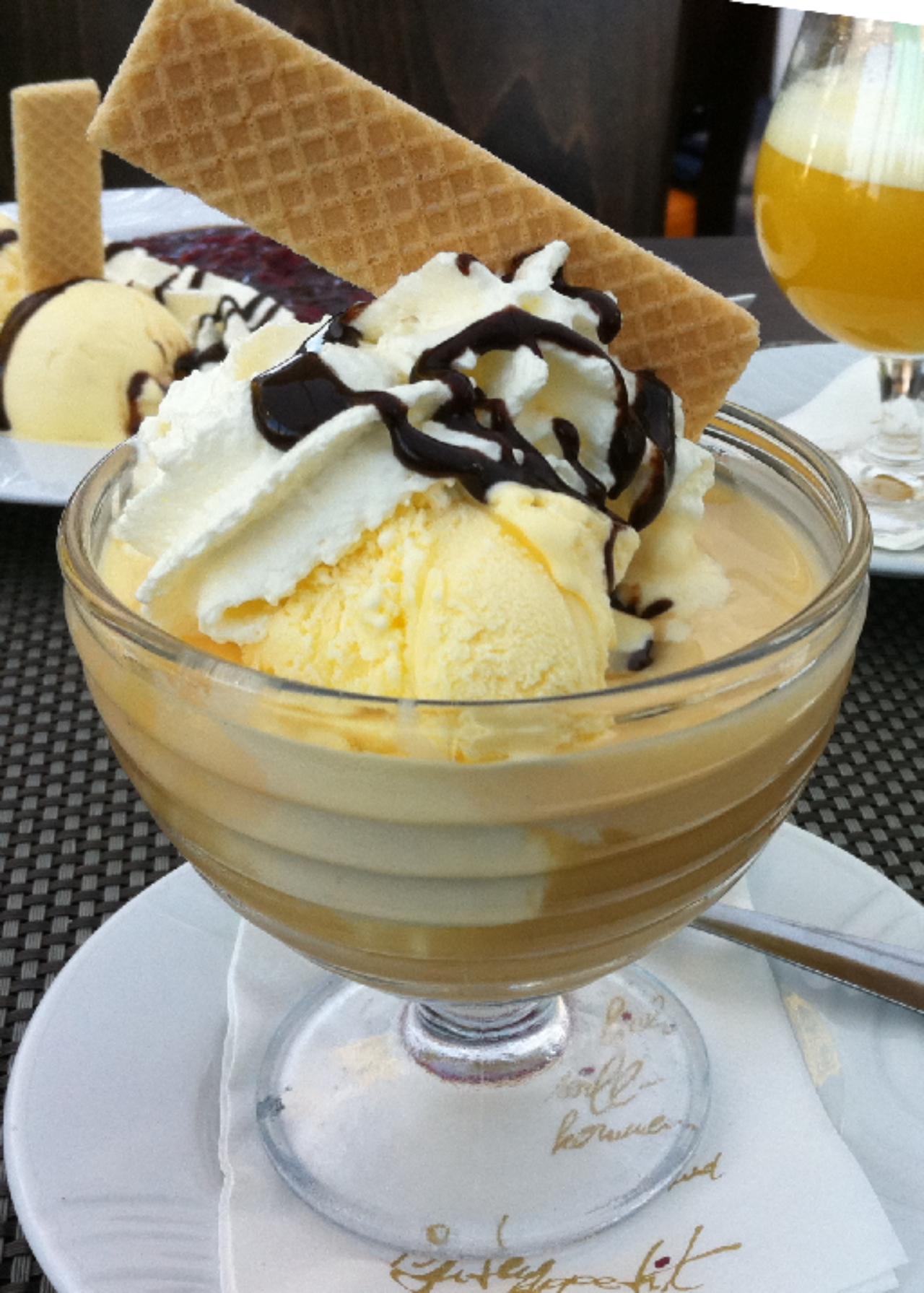
Schwedeneisbecher

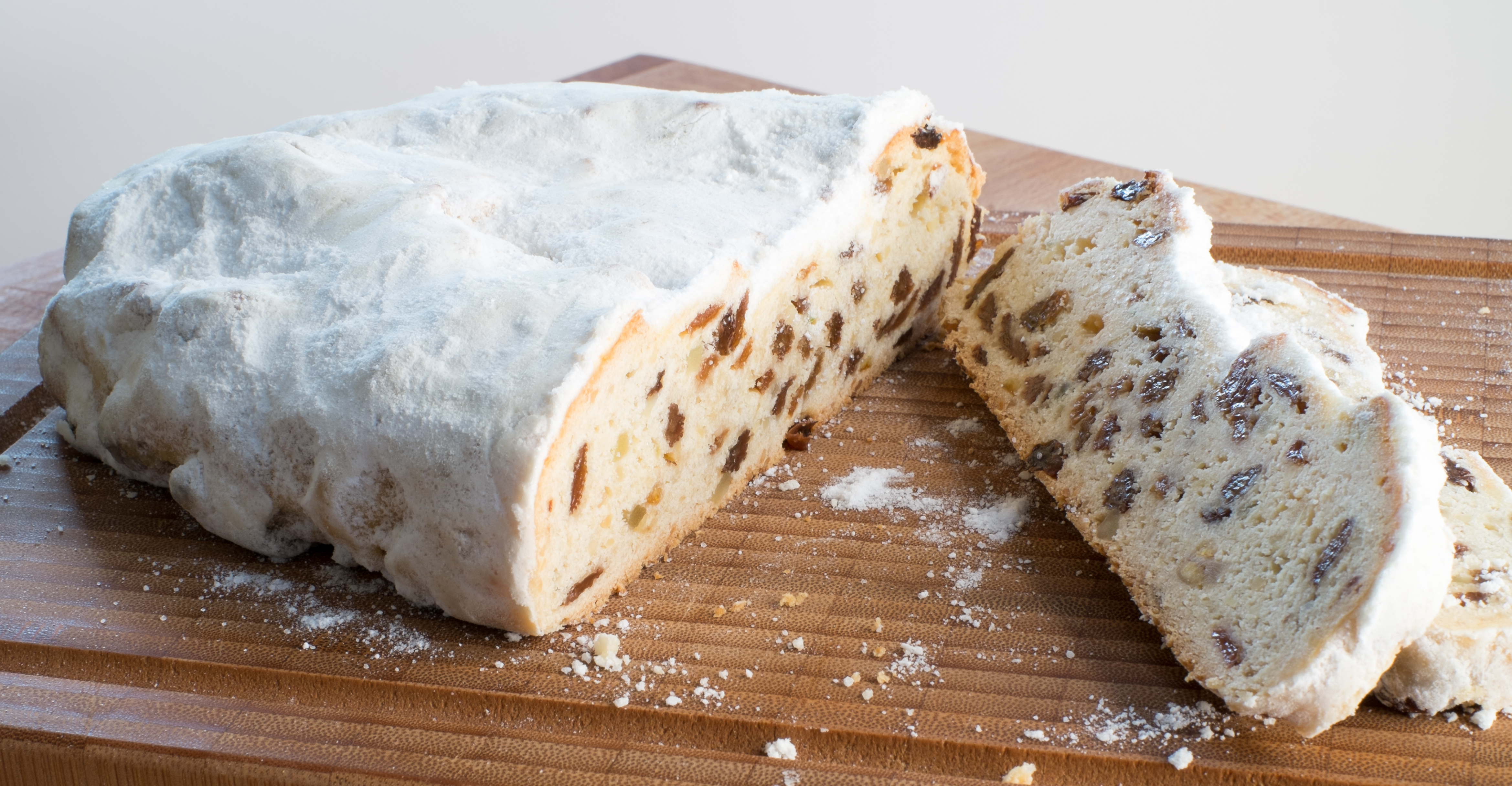
Dresdner Christstollen

Das beschränkte Rohstoffangebot brachte bestimmte Standardgerichte hervor:
- Als Imbiss wurden in Gaststätten verbreitet Bockwurst, Wiener Würstchen, Currywurst und Bratwurst angeboten, wobei es nur wenige reine Imbissbuden gab. Ab Ende der 1960er Jahre wurde durch intensive Massentierhaltung im Kombinat Industrielle Mast das Angebot erweitert. Hier waren es vor allem Masthühner, deren Produktion einen massiven Aufschwung erlebte. Das Küchen- und Gastronomiesortiment wurde dadurch vor allem um Brathähnchen erweitert, welche den typischen Namen Goldbroiler trugen und in speziellen Restaurants („Zum Goldbroiler“, „Broilerbar“) vertrieben wurden. Ab 1979 kamen die dem Hotdog ähnelnde Ketwurst und in den nachfolgenden Jahren die dem Hamburger ähnelnde Grilletta und die der Pizza ähnelnde Krusta hinzu.
- Außer den typischen Eintöpfen aus Kartoffeln, Hülsenfrüchten und Kohl wurde die russische Soljanka typisch für die DDR-Küche. Andere osteuropäische Suppen und Gerichte fanden hingegen keine allgemeine Verbreitung.[10]
- Die Fleischgerichte der deutschen Küche waren allgemein verbreitet, wobei einige Regionalspezialitäten wie Berliner Leber, Thüringer Rostbrätl und Königsberger Klopse (in der DDR zumeist als Kochklopse oder nur Klopse bezeichnet, da Königsberg seit 1946 Kaliningrad heißt) besonders häufig zubereitet wurden. Beliebt war auch Würzfleisch aus Schweinefleisch und Geflügel, welches als Steak au four [-oˈfuːʁ] oder als Ragout fin (mit Kalbfleisch)[11] angeboten wurde.
- Als Bestandteil der DDR-Küche gelten außerdem panierte und gebratene Jagdwurstscheiben, die „Jägerschnitzel“ genannt werden und mit Tomatensauce und Nudeln serviert werden.
- Eine verbreitete Nachspeise war der Schwedeneisbecher.

## Gesellschaftliche Rolle und Nachwirken
Im Verlag für die Frau erschienen die meisten DDR-Kochbücher, Rezepthefte und Zeitschriften, darunter Titel wie  KOCHEN. 1680 Rezepte für Sie oder der 1962 erschienene Longseller Wir kochen gut. Beliebt waren insbesondere traditionelle Rezepte für Hausmannskost. Die Rezepte wurden unter anderem in der verlagseigenen Versuchsküche entwickelt. Der Umstand, dass solche Verkaufserfolge in einem staatlichen Verlag erschienen, bot den Bürgern allerdings auch die Gelegenheit für Beschwerden („Eingaben“) an die staatlichen Handelsunternehmen, die binnen Monatsfrist beantwortet sein mussten. Diese Möglichkeit wurde insbesondere dann genutzt, wenn selbst die bei Wir kochen gut vorgesehenen Zutaten nicht verfügbar waren. Solche Versorgungskrisen führten zu Gesichtsverlusten der politischen Führung. 1977 kam es zu Versorgungsschwierigkeiten mit Kaffee, die darauf folgende Kaffeekrise in der DDR führte zu einem Ausmaß an Bürgerprotesten und Unmut, der bis 1989 jegliche regierungskritischen Proteste der DDR-Geschichte überschattete, der Kaffeemangel wurde als Angriff auf ein zentrales Konsumbedürfnis und einen wichtigen Bestandteil der Alltagskultur wahrgenommen.
Das typische Gegengeschenk der Ostdeutschen zum Westpaket, der Dresdner Christstollen, bescherte der DDR-Wirtschaft ebenfalls Probleme, da unverzichtbare Zutaten wie Mandeln, Rosinen und Orangeat nur für Devisen erhältlich waren. Alexander Schalck-Golodkowski konnte sich 1978 mit dem Plan eines Stollenschenkverbots jedoch nicht durchsetzen. Zur Linderung des Mangels wurden allerdings auch Surrogate entwickelt und eingesetzt: Orangeat wurde durch kandierte Möhren (Kandinat M), Zitronat durch kandierte grüne Tomaten (Kandinat T) ersetzt.
Der Verlag für die Frau selbst überstand die Nachwendezeit als eines der wenigen Publikationshäuser der ehemaligen DDR. Im Gefolge der Ostalgiewelle Ende der 1990er Jahre kam es zu Neuauflagen der DDR-Kochbuch-Klassiker. Mit Alles Soljanka oder wie? Das ultimative DDR-Kochbuch wurde 2000 ein seitdem mehrfach neu aufgelegter Titel herausgebracht, der auch international als identitätsstiftend angesehen wird. Die DDR-Küchentradition blieb dennoch stark regional untergliedert.